# Arzneiverordnung in der Praxis
Arzneiverordnung in der Praxis, kurz AVP, ist eine medizinische Fachzeitschrift, die von der Arzneimittelkommission der deutschen Ärzteschaft (AkdÄ) herausgegeben wird. Sie wurde 1974 zum ersten Mal veröffentlicht. Das selbst erklärte Ziel der Zeitschrift ist es, „die Ärzteschaft durch Ärzte unabhängig und objektiv über Arzneimittel und deren rationale Verordnung zu informieren“.
Thematische Schwerpunkte sind die Beurteilung der therapeutischen Bedeutung einzelner Arzneien sowie Fragen der Sicherheit von Medikamente und unerwünschte Wirkungen. Die Zeitschrift erscheint vierteljährlich und ist online verfügbar. Arzneiverordnung in der Praxis ist Mitglied der International Society of Drug Bulletins (ISDB).